# Neoparlatoria maai
Neoparlatoria maai är en insektsart som beskrevs av Sadao Takagi 1969. Neoparlatoria maai ingår i släktet Neoparlatoria och familjen pansarsköldlöss.
Artens utbredningsområde är Taiwan. Inga underarter finns listade i Catalogue of Life.